# Paul Francke

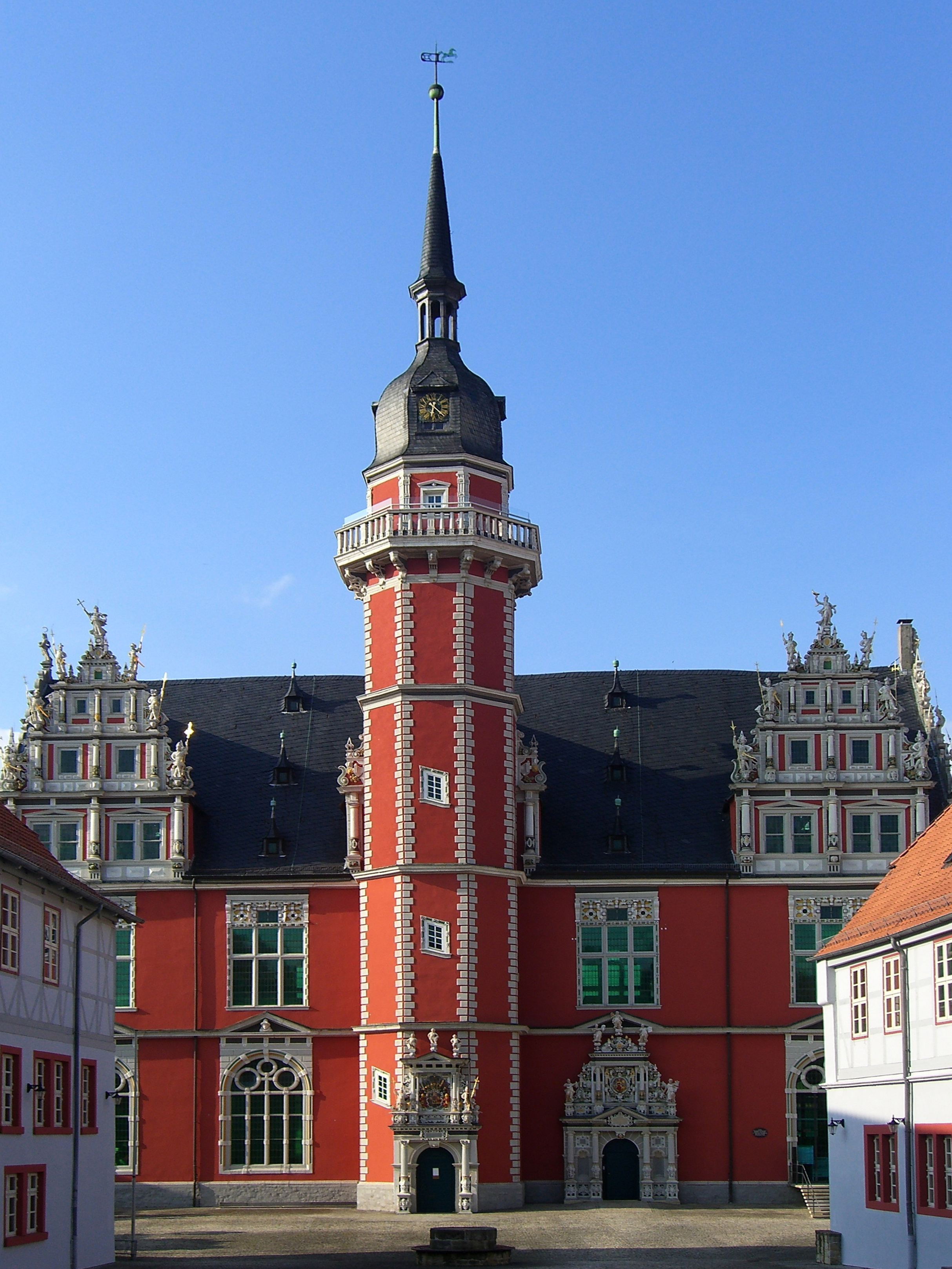
Juleum, Helmstedt

Paul Francke, född omkring 1537 i Weimar, död 10 november 1615 i Wolfenbüttel, var en tysk arkitekt.
Francke var byggmästare åt hertig Henrik Julius av Braunschweig-Wolfenbüttel och byggde hörsals- och biblioteksbyggnaden Juleum vid universitetet i Helmstedt (1592-97) och Mariakyrkan i Wolfenbüttel, en treskeppig hallkyrka (efter 1608) i gotiska grundformer men försedd med en rad rika broskornamentala renässansgavlar.